# Mesophlebion teuscheri
Mesophlebion teuscheri är en kärrbräkenväxtart som först beskrevs av Cornelis Rugier Willem Karel van Alderwerelt van Rosenburgh, och fick sitt nu gällande namn av Holtt. Mesophlebion teuscheri ingår i släktet Mesophlebion och familjen Thelypteridaceae. Inga underarter finns listade.